# Нојнкирхен (Хунсрик)
Нојнкирхен (њем. Neunkirchen) општина је у њемачкој савезној држави Рајна-Палатинат. Једно је од 107 општинских средишта округа Бернкастел-Витлих. Према процјени из 2010. у општини је живјело 134 становника. Посједује регионалну шифру (AGS) 7231093.

## Географски и демографски подаци
Нојнкирхен се налази у савезној држави Рајна-Палатинат у округу Бернкастел-Витлих. Општина се налази на надморској висини од 400 метара. Површина општине износи 3,2 km². У самом мјесту је, према процјени из 2010. године, живјело 134 становника. Просјечна густина становништва износи 42 становника/km².